# Hannes Meyer

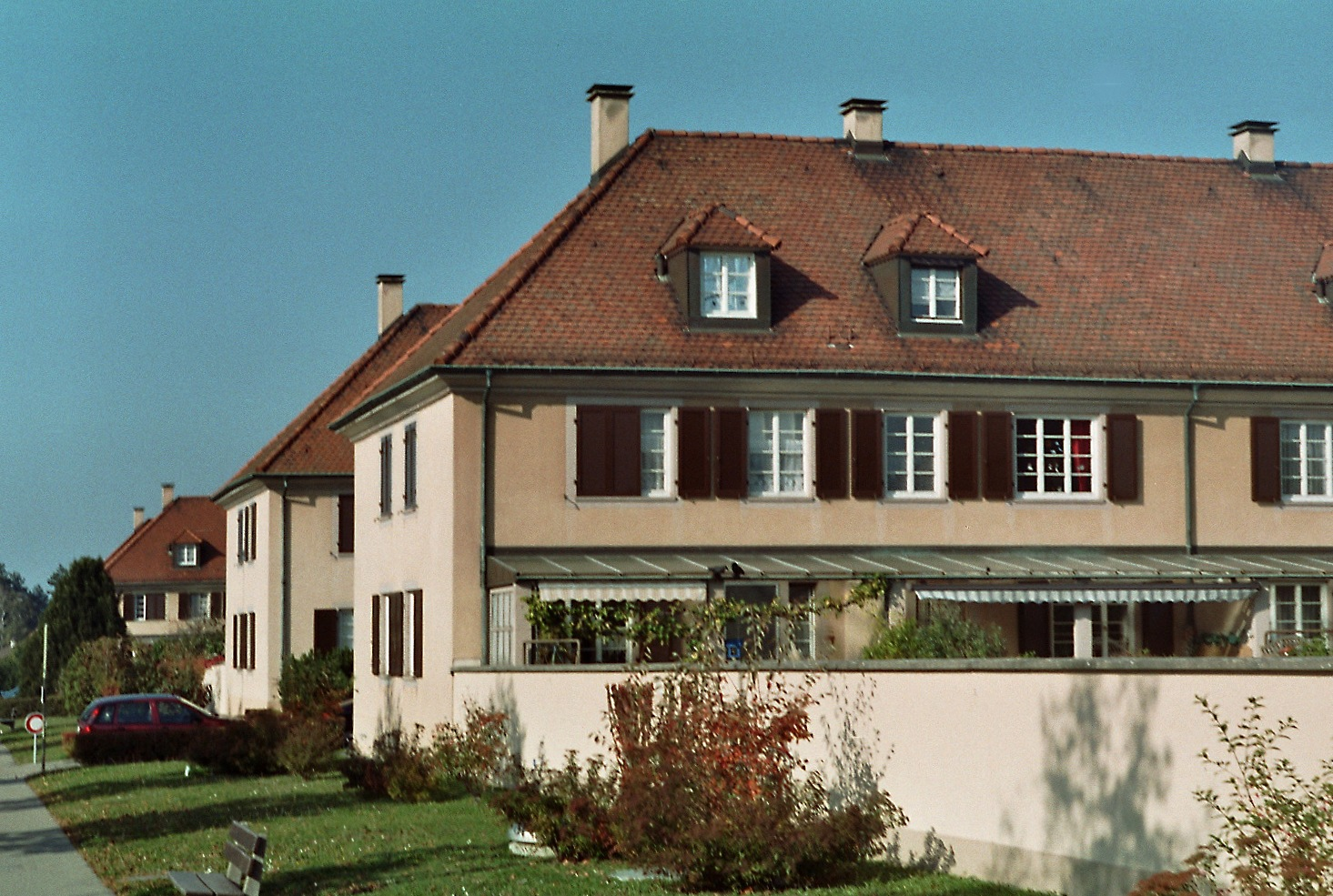
Sídliště Freidorf v Muttenz

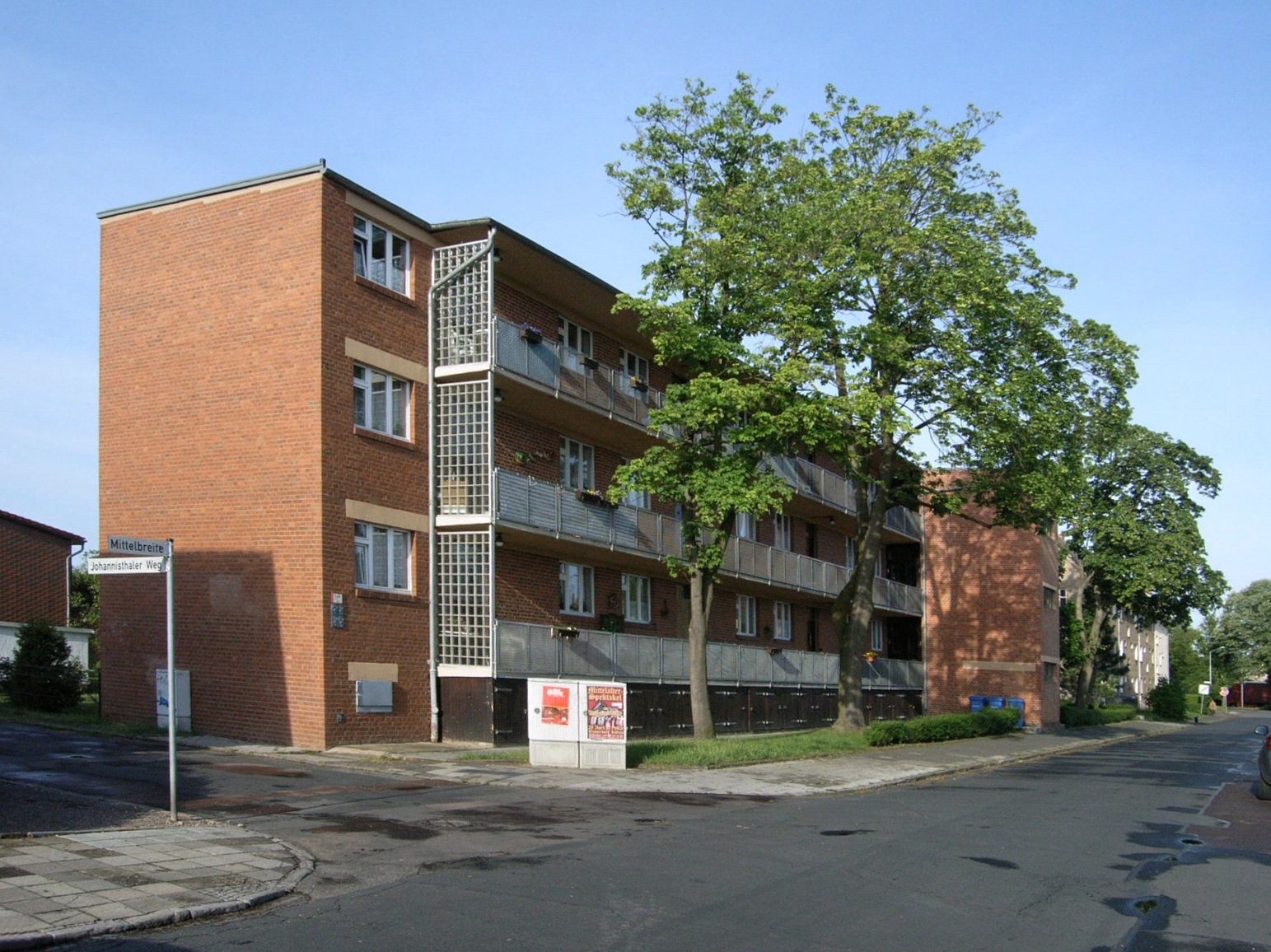
Pavlačovové domy na sídlišti Törten, Dessau

Hans Emil "Hannes" Meyer (18. listopad 1889, Basilej – 19. červenec 1954, Crocifisso di Savosa) byl švýcarský architekt, představitel modernismu a funkcionalismu, spjatý s idejemi marxismu.

## Život
Nejprve se vyučil zedníkem, kresličem a stavbyvedoucím. Posléze navštěvoval “kurzy pro stavební nadšence“ na basilejské průmyslovce. Roku 1909 odjel do Berlína, kde začal pracovat v architektonické kanceláři Alberta Fröhlicha. Později přešel do kanceláře Emila Schaudta. Začal v Berlíně též navštěvovat večerní kurzy na uměleckoprůmyslové škole. Roku 1912 odjel do Londýna, kde studoval urbanismus v Bathu. Roku 1916 se stal asistentem architekta Georga Metzendorfa v Mnichově. V roce 1919 se vrátil do Basileje a začal se živit jako samostatný architekt a také jako učitel architektury. Roku 1928 byl jmenován ředitelem slavné desavské školy Bauhaus. O dva roky později však byl z politických důvodů - pro své levicové názory - odvolán. Vzápětí dostal pozvánku do Moskvy, kde se stal profesorem architektury na vysoké škole W.A.S.I. V Moskvě zůstal do roku 1936, kdy Stalin se Ždanovem začali prosazovat návrat ke klasicismu. Vrátil do Švýcarska a znovu začal pracovat jako architekt. V roce 1939 však byl pozván mexickým prezidentem Lazaro Cardonasem do Mexika, aby zde vedl nově založený Ústav pro výstavbu měst a plánování. Nabídku přijal a vedl tuto instituci do roku 1949. Tehdy se nadobro vrátil do Švýcarska. Zbytek života zasvětil psaní teoretických statí o architektuře. Jeho velkým tématem bylo kolektivní bydlení.

## Dílo
Jádro jeho architektonického díla spadá do let 1919 (návrat z Londýna do Basileje) až 1930 (odchod do Moskvy). Jedním z prvních slavných projektů bylo Sídliště Freidorf ve švýcarském městě Muttenz (1919–1921). K nejslavnějším stavbám patří Palác Společnosti národů v Ženevě z roku 1927 či budova školy Peters-Schulhaus v Basileji ze stejného roku. V letech 1928–1930 postavil některé výrazné stavby v Bernau bei Berlin, zejména tzv. Učitelské domy ADGB a Spolkovou školu ADGB. V sídle Bauhausu, v Desavě, zanechal stopu především svými pavlačovými domy na sídlišti Törten. Z pozdních prací bývá citován Družstevní útulek pro děti ve švýcarském městě Mümliswil.